# Holiday (Madonna)
Holiday è una canzone della cantante statunitense Madonna, contenuta nel suo album d'esordio Madonna (1983). La Sire Records pubblicò il disco come terzo singolo estratto dall'album Madonna. Holiday fu incluso successivamente nella raccolta di remix You Can Dance (1987), nella raccolta dei suoi più grandi successi The Immaculate Collection (1990) e nella sua forma originale nella raccolta Celebration (2009). Dopo la prima pubblicazione, il singolo fu ristampato altre tre volte: nel 1985, a seguito del successo del secondo album, Like a Virgin; il 4 giugno 1991 (solo per il mercato britannico) in occasione dell'uscita di The Immaculate Collection e del film A letto con Madonna; il 5 febbraio 1999 (solo per il mercato giapponese) per promuovere il film The Wedding Singer, nella cui colonna sonora era inclusa Holiday.
La canzone, una delle poche incise da Madonna a non portare la sua firma, fu composta da Curtis Hudson e Lisa Stevens dei Pure Energy. Fu offerta a Madonna dal produttore John "Jellybean" Benitez, ma prima ancora fu proposta alla ex cantante delle Supremes Mary Wilson, che la rifiutò. Dopo aver accettato la canzone, Madonna e Jellybean lavorarono su di essa alterandone la composizione, aggiungendo un assolo di piano suonato dal loro amico Fred Zarr.
Holiday fu il primo brano di Madonna ad arrivare alle prime posizioni della Billboard Hot 100 e a raggiungere la prima posizione nella Dance Club Songs. Conquistò le prime cinque posizioni in vari paesi europei, tra cui Austria, Belgio, Germania, Irlanda e Regno Unito. Mondialmente vendette 2 650 000 copie.
Per ogni edizione del singolo furono realizzate diverse copertine: quella per la prima edizione mostra per la prima volta una foto di Madonna realizzata da Gary Heery. Holiday è l'unica canzone concessa dalla cantante per essere campionata da un altro artista: fu utilizzata dal gruppo musicale The Avalanches per il brano Stay Another Season, pubblicato sul loro album del 2000 Since I Left You.
Madonna ha eseguito Holiday in quasi tutti i suoi tour mondiali. La versione dal vivo del brano eseguita durante il Re-Invention Tour del 2004 è stata pubblicata sull'album I'm Going to Tell You a Secret, uscito nel 2006.
Molti artisti ne hanno realizzate delle loro versioni ed è anche apparsa nella colonna sonora della sitcom Will & Grace.

## Descrizione
Nel 1983 Madonna registrava il suo album di debutto, Madonna, ma Madonna non aveva abbastanza materiale per l'album. Lucas aggiunse due nuove canzoni al progetto e John "Jellybean" Benitez, un dj che lavorava alla discoteca Funhouse, fu chiamato per mixare i brani disponibili. Nel frattempo, a causa di un conflitto di interessi, Steve Bray vendette un'altra canzone, Ain't No Big Deal, ad un altro progetto, rendendola non più disponibile per la cantante. Benitez trovò una canzone scritta da Curtis Hudson e Lisa Stevens del gruppo pop Pure Energie. Madonna e Jellybean mandarono la demo della canzone all'amico Fred Zarr, che abbellì l'arrangiamento con un sintetizzatore. Successivamente fu aggiunta la voce e Benitez passò alcuni giorni ad aumentare l'attrattiva commerciale del brano prima della scadenza, fissata all'aprile del 1983. Prima che la canzone fosse completa, Zarr aggiunse l'assolo del piano che si sente nel finale.
Il testo esprime il sentimento universale - di bisogno di una vacanza.

## Accoglienza
Nel suo libro The Complete Guide to the Music of Madonna, Rikky Rooksby scrisse che Holiday era contagiosa come la peste. «Un solo ascolto bastava per non poterti più togliere quel dannato hook dalla testa». Jom Farber di Entertainment Weekly disse che Holiday soddisfa l'orecchio musicale di entrambi i lati dell'Atlantico. Recensendo The Immaculate Collection, David Browne di Entertainment Weekly dichiarò che «Holiday era la prima di una serie palesemente interminabile di canzoni astutamente elaborate» e elogiò l'esperta produzione del brano.  Mary Cross, nella sua biografia di Madonna, descrisse Holiday come «una canzone semplice, attraentemente fresca e di buon umore». Sal Cinquemani di Slant Magazine descrisse la canzone come «leggera». Stephen Thomas Erlewine di AllMusic la definì «effervescente e una delle migliori canzoni dell'album Madonna». Don Shewey di Rolling Stone commentò che il semplice testo della canzone pare ingegnoso.

## Il video
Per Holiday fu realizzato un videoclip dello stesso tipo di quello girato per Everybody: un'esibizione dance in una discoteca con due ballerini (il fratello di Madonna Christopher Ciccone e l'amica Erica Bell). È sconosciuto il regista del filmato, ma si sa che esso risultò troppo mediocre e non fu mai distribuito per promuovere il singolo. Al suo posto fu utilizzata una performance registrata per i programmi televisivi Solid Gold in America e Top of the Pops per l'Europa.
Per la promozione del documentario A letto con Madonna, uscito nel 1991, venne realizzato un video live di Holiday registrato durante il Blond Ambition Tour (1990), da Alek Keshishian, a Parigi.

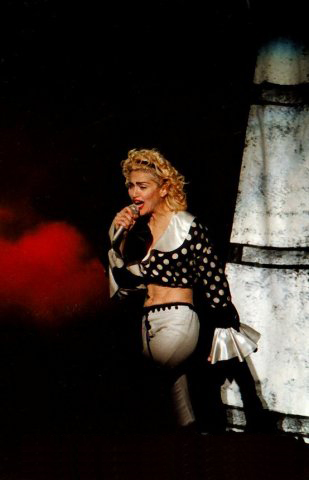
Madonna canta Holiday durante uno show del Blond Ambition Tour.

## Esecuzioni dal vivo
Nel 1983 Madonna ha interpretato Holiday nei club Uncle Sam's e Roxy di New York. Inoltre apparve in numerose trasmissioni televisive in giro per il mondo: nella tv americana (Solid Gold e American Bandstand), in quella francese (Blue Shirt e Formal Eins), alla tv tedesca (Super TV! Formula 1), in quella francese (Les enfants du rock), in quella inglese (Top of the Pops) e anche alla tv italiana nello storico programma di Raiuno Discoring e nel programma Di-Gei registrato da "Le Rotonde" a Garlasco (PV).
Holiday fu anche eseguita dal vivo nella memorabile performance di Madonna al Live Aid del 1985, nonché al concerto tenuto alla Brixton Academy di Londra nel 2000.
Come segno di riconoscenza al successo che questo brano le ha tributato, Madonna lo ha inserito nella scaletta di quasi tutti i suoi tour, escluso soltanto nel Confessions Tour del 2006. Ad eccezione del Virgin Tour, Holiday è sempre stato il pezzo di chiusura degli spettacoli di Madonna, che ha saputo regalare al brano una veste sempre nuova in ognuna delle sue performance: rock nel Who's That Girl Tour, brasileno nel Blond Ambition Tour, marziale nel Girlie Show, dance nel Drowned World Tour (con l'inserimento di un campionamento da Music Sounds Better with You degli Stardust), tribale nel Re-Invention Tour. La canzone venne inserita anche nella scaletta dello Sticky & Sweet Tour 2.0 del 2009, includendo le note di Celebration e parti di Everybody e un tributo a Michael Jackson. Viene anche inserita, come pezzo di chiusura, nel suo Rebel Heart Tour.

## Edizione Italiana
Uscì nel 1983 con Everybody incisa nel Lato B del singolo. Nel 1985 Fu ristampato con una copertina differente e con la canzone I Know It come Lato B ottenendo un discreto successo.

## Cover
- 1986 Famosa cover rap del duo MC Miker G & DJ Sven dal titolo Holiday rap sulla base di Holiday, che divenne il primo successo rap di questo duo olandese e un tormentone dell'estate di quell'anno.
- 1999 il gruppo Heaven 17 ne incide una per l'album-tributo a Madonna Virgin Voices: A Tribute to Madonna, volume one. Nel 2021 viene realizzato il brano Weekend del dj Dopamine, in collaborazione con il duo Mufasa ed Hypeman. La melodia di questa canzone campiona il singolo Holiday di Madonna.

## Tracce
- US 12" – Promo Only[13]

1. A. Lucky Star - 5:30
2. B. Holiday - 6:08

- US 7"[14]

1. Holiday (7-inch edit) – 4:10
2. I Know It (LP version) – 3:45

- EU 12"[15]

1. Holiday (LP version) – 6:07
2. I Know It (LP version) – 3:45

- UK 7"[16]

1. Holiday (7-inch edit) – 4:10
2. Think of Me (LP version) – 4:55

- UK 12"[17]

1. Holiday (LP version) – 6:07
2. Think of Me (LP version) – 4:53

- UK 7", 12" picture disc cassetta single (1991)[18]

1. Holiday (7-inch edit) – 4:10
2. True Blue (LP version) – 4:17

- UK 12" single (1991)[19]

1. Holiday (LP version) – 6:09
2. Where's the Party (You Can Dance remix edit) – 4:22
3. Everybody (You Can Dance remix edit) – 4:57

- UK cassetta / The Holiday Collection (1991)

1. Holiday (LP version) – 6:09
2. True Blue (LP version) – 4:17
3. Who's That Girl (LP version) – 3:58
4. Causing a Commotion (Silver Screen single mix) – 4:06

- DEU 12"/CD / UK CD (1995)[20]

1. Holiday (LP version) – 6:07
2. Lucky Star (LP version) – 5:37

## Remix ufficiali
1. Dub Version – 6:58
2. Edit – 4:04

## Classifiche

### Classifiche settimanali
| Classifica (1983-1985) | Posizione massima |
| ---------------------- | ----------------- |
| Australia              | 4                 |
| Belgio                 | 8                 |
| Canada                 | 32                |
| Francia                | 37                |
| Germania               | 9                 |
| Irlanda                | 2                 |
| Italia                 | 22                |
| Nuova Zelanda          | 7                 |
| Paesi Bassi            | 7                 |
| Regno Unito            | 2                 |
| Stati Uniti            | 16                |
| Svezia                 | 20                |
| Svizzera               | 18                |

### Classifiche di fine anno
| Classifica (1984) | Posizione |
| ----------------- | --------- |
| Stati Uniti       | 79        |

## Accrediti
- Scritta da: Curtis Hudson e Lisa Stevens
- Prodotta da: John "Jellybean" Benitez
- Madonna: voce, cori, campanaccio
- Fred Zarr: batteria, basso, sintetizzatore, piano elettrico e piano acustico
- Curtis Hudson: chitarra
- Raymond Hudson: basso
- Bashiri Johnson: percussioni
- Tina B.: cori
- Norma Jean Wright: cori
- Gary Heery: fotografia

Nella versione di You Can Dance:
- Mixaggio: John "Jellybean" Benitez